# Test de Ott
El test de Ott o signo de Ott es un examen físico utilizado en rehabilitación y reumatología para cuantificar la movilidad de la columna dorsal en los movimientos de flexión y extensión. Se utiliza a menudo en la valoración para el diagnóstico de espondilitis anquilosante.

## Procedimiento
Con la columna del sujeto a testar situada en posición neutra, se palpa la séptima vértebra cervical o vértebra prominente (C7) y se realiza una marca transversal a esa altura. A 30 centímetros en sentido caudal a partir de esa marca, se realiza una segunda marca. A continuación, el paciente realiza el movimiento de flexión dorsal y se mide la distancia entre las dos marcas. Posteriormente, el paciente realiza el movimiento de extensión dorsal y se vuelve a medir la distancia.
En un sujeto sano, la distancia medida con la columna del sujeto en flexión debería aumentar en aproximadamente 2-4 cm respecto a los 30 cm en posición de columna neutra; para la medición en columna en extensión, esta debería disminuir en 1 cm respecto al valor neutro.